# Schedorhinotermes
Schedorhinotermes es un género de termitas de la familia Rhinotermitidae.

## Especies
- Schedorhinotermes actuosus
- Schedorhinotermes bidentatus
- Schedorhinotermes brachyceps
- Schedorhinotermes breinli
- Schedorhinotermes brevialatus
- Schedorhinotermes butteli
- Schedorhinotermes derosus
- Schedorhinotermes eleanorae
- Schedorhinotermes fortignathus
- Schedorhinotermes ganlanbaensis
- Schedorhinotermes holmgreni
- Schedorhinotermes insolitus
- Schedorhinotermes intermedius
- Schedorhinotermes lamanianus
- Schedorhinotermes leopoldi
- Schedorhinotermes longirostris
- Schedorhinotermes magnus
- Schedorhinotermes makassarensis
- Schedorhinotermes makilingensis
- Schedorhinotermes malaccensis
- Schedorhinotermes medioobscurus
- Schedorhinotermes nancowriensis
- Schedorhinotermes putorius
- Schedorhinotermes pyricephalus
- Schedorhinotermes rectangularis
- Schedorhinotermes reticulatus
- Schedorhinotermes robustior
- Schedorhinotermes sanctaecrucis
- Schedorhinotermes seclusus
- Schedorhinotermes solomonensis
- Schedorhinotermes tenuis
- Schedorhinotermes tiwarii
- Schedorhinotermes translucens
- Schedorhinotermes umbraticus